# Fimbristylis willdenowiana
Fimbristylis willdenowiana är en halvgräsart som beskrevs av Ethirajalu Govindarajalu. Fimbristylis willdenowiana ingår i släktet Fimbristylis och familjen halvgräs. Inga underarter finns listade i Catalogue of Life.